# Mascagnia
Mascagnia es un género con 125 especies de plantas con flores  perteneciente a la familia Malpighiaceae. Es originario de América. El género fue descrito por  (Bertero ex DC.) Colla  y publicado en Hortus Ripulensis  85, en el año 1824.   La especie tipo es Mascagnia americana Bertero.

## Descripción
Son bejucos leñosos, pocas especies son arbustos. Las hojas generalmente con glándulas; estípulas pequeñas, triangulares, libres, entre los pecíolos o sobre la base del pecíolo. La inflorescencia se produce en forma de pseudoracimos terminales o mayormente axilares, algunas veces congestionados y reducidos formando corimbos o umbelas. Los pétalos amarillos o amarillos y anaranjados o amarillos tornándose rojos o rosados, lilas o blancos. El fruto partiéndose en 3 sámaras.

## Especiesseleccionadas
- Mascagnia aequatorialis W.R.Anderson & C.Cav.Davis
- Mascagnia affinis 	W.R. Anderson & C.Cav. Davis
- Mascagnia amazonica Nied.
- Mascagnia americana Bertero
- Mascagnia anderssonii 	W.R. Anderson